# 酒田港座
酒田港座是一所位于日本山形县酒田市的电影院。

## 来歴
- 1887年，由長崎新吉开创的芝居小屋開業。当时的额定容量为1000人，是为东北地区第一大剧院，从大正时期起就开始上映电影。
- 1953年毁于大火，翌年再建。1977年形成目前的3屏幕体制。1993年3月起被转让给宮崎合名社[1]继续经营。
- 进入21世紀后，由于在山形县所在的東北地方，其他各类院线蓬勃发展，该影院的業績逐渐低下，至2002年1月14日开始关闭影院。建筑本身在关闭后也并未遭到拆除，并就此留存下来，籍着2008年9月上映的松竹电影《入殓师》中「納棺指导」场景在此拍摄，剧院场馆的访问量剧增。觉察到这一现象的市民们自发组成一个叫做“台町和电影乐享会”的圈子，在筹集到更多的资金后最终于使其在2009年6月12日再次开门营业。現在除了放映电影，也举行音乐家的音乐会等演出活动。

## 座席数
- 大劇場：180席
- 中劇場：80席
- 小劇場：30席